# Чаклунство VI: Коханка диявола
Чаклунство 6 : Коханка Диявола (англ. Witchcraft VI: The Devil's Mistress) — американський фільм жахів режисера Джулі Девіс 1994 року.

## Сюжет
Розслідуючи серію кривавих вбивств, детективи Лутц і Гарнер приходять до висновку, що вони вчинені прибічниками диявола і звертаються за допомогою до Вілла Спаннера, відомого фахівця окультизму. Не підозрюючи, що це принесе йому серйозні проблеми, Спаннер погоджується допомогти поліції.

## У ролях
- Джеррі Спайсер — Вілл Спаннер
- Дебра К. Бітті — Келі
- Шеннон МакЛеод — Кет
- Крейг Степп — Джонатан
- Курт Алан — Лутц
- Джон Е. Голлідей — Гарнер
- Брайан Наттер — Саванті
- Стефані Свінні — Мері
- Дженніфер Бренсфорд — Діана

## Серія
- Чаклунство / Witchcraft (1988)
- Чаклунство 2 : Спокусниця / Witchcraft II: The Temptress (1989)
- Чаклунство 3 : Поцілунок смерті / Witchcraft III: The Kiss of Death (1991)
- Чаклунство 4 : Невинне серце / Witchcraft IV: The Virgin Heart (1992)
- Чаклунство 5 : Танець з Дияволом / Witchcraft V: Dance with the Devil (1993)
- Чаклунство 6 : Коханка Диявола / Witchcraft VI: The Devil's Mistress (1994)
- Чаклунство 7 : Час розплати / Witchcraft VII: Judgement Hour (1995)
- Чаклунство 8 : Привид Салема / Witchcraft VIII: Salem's Ghost (1996)
- Чаклунство 9 : Гірка плоть / Witchcraft IX: Bitter Flesh (1997)
- Чаклунство 10 : Повелителька / Witchcraft X: Mistress of the Craft (1998)
- Чаклунство 11: Сестри по крові / Witchcraft XI: Sisters in Blood (2000)
- Чаклунство 12 : У лігві змія / Witchcraft XII: In the Lair of the Serpent (2002)
- Чаклунство 13: Тринадцята жертва / Witchcraft XIII: Blood of the Chosen (2008)